# L'Ombre rouge (film)
Pour les articles homonymes, voir L'Ombre rouge.
L'Ombre rouge est un film français réalisé par Jean-Louis Comolli et sorti en 1981.

## Synopsis
Pendant la guerre d'Espagne, les Républicains espagnols bénéficient de l'aide des Soviétiques qui orchestrent un réseau de livraison d'armes. Mais en avril 1937 Staline décide que ces armes ne doivent être confiés qu'à des communistes alignés, excluant donc les anarchistes, socialistes, trotskistes, etc. À Marseille, Anton, Léo, et Anna, vont subir les conséquences de cette nouvelle ligne.

## Fiche technique
- Titre : L'Ombre rouge
- Réalisation : Jean-Louis Comolli
- Scénario et adaptation : Claudio Biondi, Gérard Guicheteau[1], Jean-Louis Comolli
- Dialogue : Jean Louvet
- Direction artistique : Marianne Di Vettimo
- Assistants réalisateur : Pierre Wallon, Vincent Lombard, Louis Mathieu
- Photographie : William Lubtchansky
- Décors et costumes : Serge Marzolff, Jean Bauer, Caroline de Vivaise
- Montage : Catherine Poitevin, Élisabeth Moulinier
- Musique : Michel Portal
- Son : Alix Comte
- Documentation historique : Gérard Guicheteau
- Production : Marin Karmitz et Martine Marignac, pour MK2 Productions, La Cecilia, Films A2 (Paris) - Anthea Films (Munich)
- Directeur de production : Éric Lambert
- Producteur exécutif : Claudio Biondi
- Pays de production :  France |  Allemagne
- Distribution : MK2 Diffusion
- Pellicule 35 mm, couleur Fujicolor
- Durée : 112 minutes
- Date de sortie :  France - 28 octobre 1981
- Affiche : René Ferracci (France)

## Distribution
- Claude Brasseur : Anton Kovetz
- Jacques Dutronc : Léo
- Nathalie Baye : Anna
- Andréa Ferréol : Magda
- Lev 'Nikita' Belsky : Soudov
- Maurice Risch : Marcel
- Pascal Bonitzer : le Hollandais
- Facundo Bo : José
- Giovanni Fruch : Müller
- Peter Semler : l'officier SS
- Stephan Meldegg : le nazi
- Charles Millot : le père de Magda
- Jean Panisse : le cafetier
- Gratien Tonna : le légionnaire
- Simone Réal : la chanteuse
- Max Vial : le monsieur
- Pinkas Braun : Maly
- Alexandre Arbatt
- Ted Benoit
- Patrick Depeyrrat
- Philippe Carles
- Michele Carles
- Alain Ilan-Chojnow
- Jacques Biraud
- André Dupon
- Nicolas Escale
- Louba Guertchikoff
- Serge Valletti
- Christian Gauffre
- Raymond Vinci Guerra
- Biagio Pelligra
- Olga Abrego
- Nicolas Hossein